# Списак сликара/Р
| Сликари: A Б В Г Д Ђ Е Ж З И Ј К Л Љ М Н Њ О П Р С Т Ћ У Ф Х Ц Ч Џ Ш |

## Ра..
Катарина Раденковић (1972), српски сликар
Зигмунт Раднички (1894—1969), пољски сликар
Иван Радовић (1894—1973), српски сликар
Новак Радонић (19. век), српски сликар
Франческо Раиболини (1453—1518), италијански сликар
Бриџит Рајли (рођена 1931), енглеска сликарка
Џозеф Рајт од Дербија, (1734—1797), енглески сликар
Карл Рал (1812—1865), аустриијски сликар
Мел Рамос (рођен 1935), амерички сликар
Доринг Расботам (1730—1791), енглески сликар
Чарлс Мерион Расел (1864—1926), амерички сликар

## Ре..
Сер Хенри Ребурн (1756—1823), шкотски сликар
Томасо Реди (1665—1726), италијански сликар
Одијон Редон (1840—1916), француски сликар
Пјер-Жозеф Редут (1759—1840), француски сликар
Едвард Вилис Редфилд (1869—1965), амерички сликар
Ман Реи (1890—1976), амерички сликар
П. Роструп Рејесен (1882—1952), дански сликар
Сер Џошуа Рејнолдс (1723—1792), енглески сликар
Радомир Рељић (1938—2006), српски сликар
Рембрант (1606—1669), холандски сликар
Алан Ремзи (1713—1784), шкотски сликар
Гвидо Рени (1575—1642), италијански сликар
Пјер Огист Реноар (1841—1919), француски сликар
Пјер Роланд Реноар (рођен 1958), француски сликар и унук
Мириам Репич-Лекић (1925—2015), српска сликарка, словеначког порекла
Чеслав Рзепински (1905—1995), пољски сликар

## Ри..
Хосе де Рибера (1588—1656), шпански сликар
Тадеуш Рибковски (1848—1926), пољски сликар
Дијего Ривера (1886—1957), мексички сликар
Лари Риверс (1923—2002), амерички музичар и уметник
Ијасинт Риго (1659—1743), француски сликар
Жан-Пол Риопеј (1923—2002), француско канадски сликар
Сузан Елизабет Рис (рођена 1941), америчка сликарка
Герхард Рихтер (рођен 1932), немачки сликар
Илија Ефимович Рјепин (1844—1930), руски сликар

## Ро..
Елизабет Б. Робинсон (1832—1897), америчка сликарка
Хенрик Родаковски (1823—1894), пољски сликар
Александар Родченко (1891—1956), руски сликар
Кристијан Ролфс (1849—1938), немачки сликар и графичар
Норман Роквел (1894—1978), амерички сликар
Освалдо Ромберг (рођен 1938), аргетински сликар
Џорџ Ромни (1734—1802), енглески сликар
Салватор Роса (1615—1673), италијански сликар
Тома Росандић (1878—1958), српски сликар
Јан Хенрик Росен (1891—1982), пољски сликар
Данте Габријел Росети (1828—1882), енглески сликар
Александер Рослин (1718—1793), шведски сликар
Марк Ротко (1903—1970), амерички сликар (пореклом из Русије, данас Летоније)
Карл Шмит Ротлуф (1884—1976), немачки сликар

## Ру..
Петер Паул Рубенс (1577—1640), фламански сликар
Андреј Рубљов (око 1360—1430), руски иконописац
Франц Рубо (1856—1928), руски сликар
Георг Филип Ругендас (1666—1742), немачки сликар
Саломон ван Ројздал (1600—1670), холандски сликар
Јакоб ван Ројздал (1628—1682), холандски сликар
Рашел Рујш (1664—1750), холандска сликарка
Филип Ото Рунге (1777—1810), немачки сликар
Жорж Руо (1871—1958), француски сликар
Роберт Рус (1847—1922), аустријски сликар
Антон Рускенс (1906—1976), холандски сликар
Анри Русо (1844—1910), француски сликар
Јан Рустем (1762—1835), пољски сликар
Хана Руцка-Цибисова (1897—1988), пољска сликарка
Фердинанд Рушчиц (1870—1936), пољски сликар
| Сликари: A Б В Г Д Ђ Е Ж З И Ј К Л Љ М Н Њ О П Р С Т Ћ У Ф Х Ц Ч Џ Ш |